# Молочай південноєвропейський
Молочай південноєвропейський (Euphorbia nicaeensis) — вид трав'янистих рослин з родини молочайні (Euphorbiaceae), поширений у північно-західній Африці, південній частині Європи, західній Азії.

## Опис
Багаторічна рослина 20–60 см. Листки розміщені рідко, шкірясті, довгасті або ланцетні, цілі. Суцвіття — зонтик. Коробочка 3–4 мм. Насінини яйцеподібні, сіруваті, гладкі. Середні стеблові листки 40–75 × 5–13 мм. Насіння 2.3–2.7 × ≈ 2 мм. Цвіте і плодоносить з травня по серпень.

## Поширення
Поширений у північно-західній Африці (Алжир, Марокко, Туніс), південній частині Європи, західній Азії (Туреччина, Вірменія, Грузія).